# Castle Bruce
Castle Bruce é uma cidade de Dominica localizada na paróquia de Saint David.